# 第2歩兵師団 (ベトナム陸軍)
第2歩兵師団（Sư đoàn 2 bộ binh）は、ベトナム人民軍（陸軍）の師団の1つ。

## 歴史
- 1965年10月20日 - クアンナム省ティエンフオック県で編成。師団長グエン・ヴェト、政治委員阮明徳。編成後、国道19号線沿線で活動した。
- 1970年後半 - タイ・グエン地区とラオス菠蘿芬高原地区で活動し、第304師団と協同作戦を行った。
- 1971年 - 国道9号線戦役に参加
- 1975年 - 順化－ダナン戦役に参加
- 1977年末 - 第1次カンボジア侵攻に参加
- 1978年末 - カンボジアに全面侵攻
- 1981年末 - 帰国

## 編制
- 第1歩兵連隊　（Trung đoàn 1 bộ binh）
- 第21歩兵連隊　（Trung đoàn 21 bộ binh）
- ？歩兵連隊
- ？砲兵連隊